# 通心粉

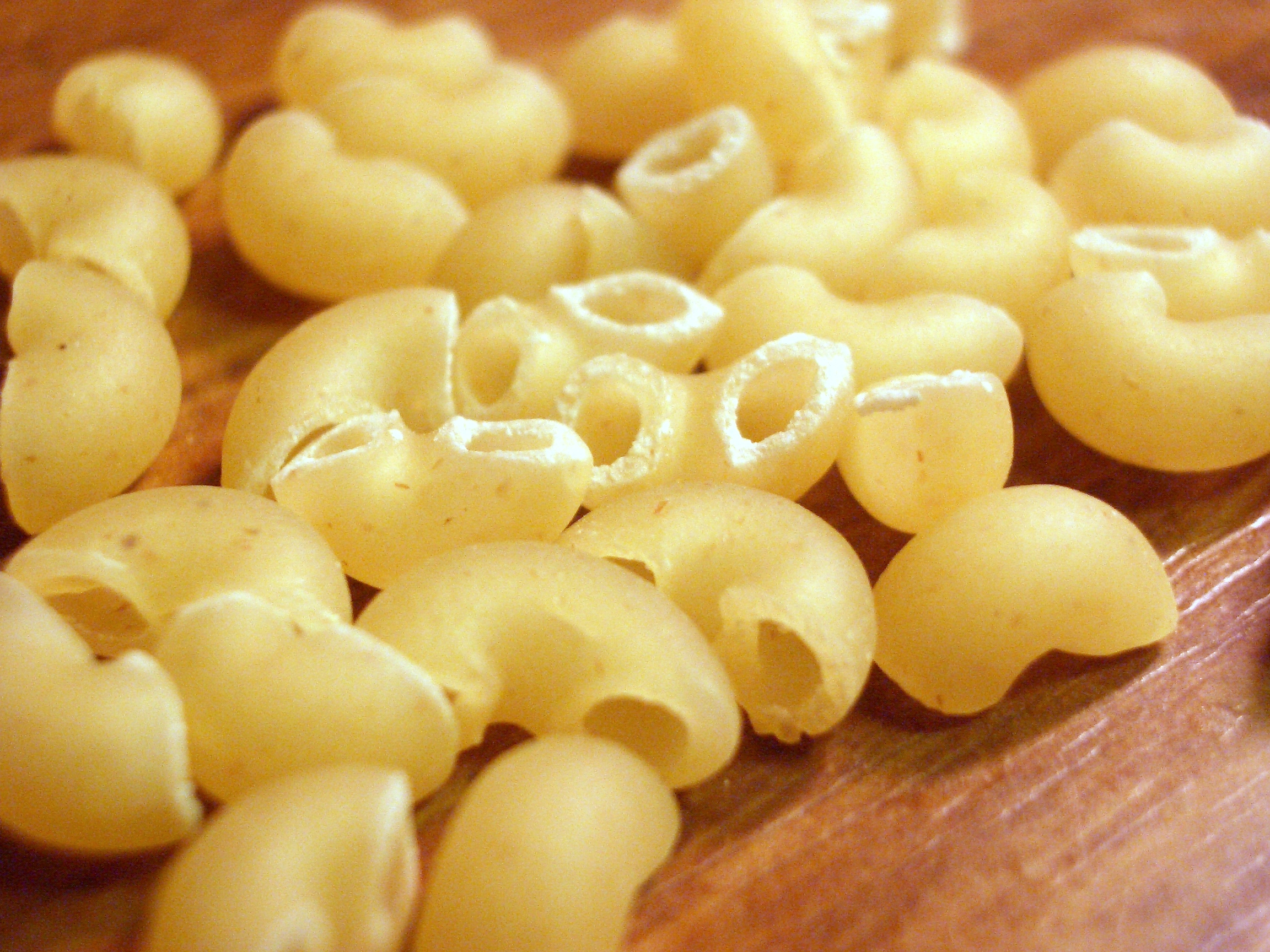
通心粉

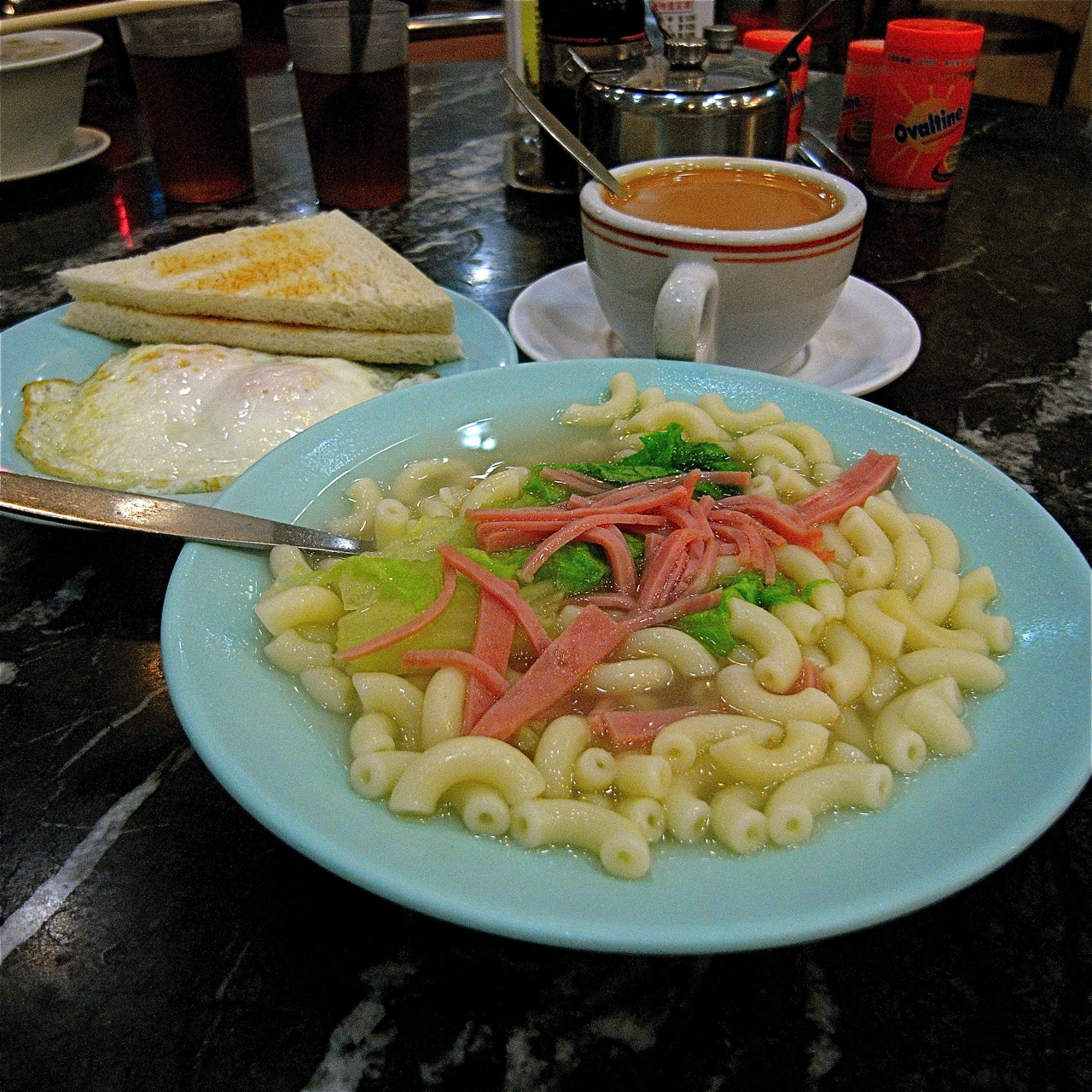
火腿絲湯通心粉

通心粉（英語：Macaroni），簡稱通粉，又稱空心粉，臺灣亦稱通心麵，為一種意式麵食，比意大利粉(Spaghetti)短，呈腰豆形，像医院里用的黄色胶皮管子，被剪成了一段段。由于使用机器挤压成型，表面呈现锯齿样的条纹。由杜兰小麦制成。
香港茶餐廳及快餐店的常見食品。

## 煮法
西方煮法把通心粉放進沸水中，加上鹽及橄欖油，煮熟放上煮好的配料食用。
美國家庭的吃法，最常見是加入乾酪粉或番茄糊拌均勻，例如做成芝士通心粉。
通心粉也是香港茶餐廳常見的食品，用水煮軟後，盛以上湯，再配上火腿、番茄牛肉等佐料，如番茄牛肉通心粉。